# Effektiv populationsstorlek
Effektiv populationsstorlek, Ne, är ett begrepp inom populationsgenetik. Sewall Wright definierade det som "Antalet förökande individer i en ideal population som skulle visa samma mängd spridning av allelfrekvenser under genetisk drift eller samma mängd inavel, som den verkliga populationen". Effektiv populationsstorlek används i många beräkningar inom populationsgenetiken eftersom avvikelser från den ideala populationen (där alla individer reproducerar sig lika mycket) är mycket vanliga. Den effektiva populationsstorleken Ne är oftast mindre än den absoluta populationsstorleken N. 

## Exempel

### Ojämn könskvot
I vilda populationer är det vanligt att antalet förökande honor och hanar inte är helt jämnt. Till exempel, om en hane får avkomma med 9 honor (10 individer) så förloras mer genetisk variation än om det är 5 hanar som vardera får avkomma med varsin hona (10 individer). I det vilda uppstår hos vissa arter, så som hästar och sjölejon, haremsituationer där en hane parar sig med flera honor. Av olika skäl kan det också födas olika mängd hanar och honor, exempelvis hos krokodiler där könsbestämningen styrs av temperatur.
{\displaystyle N_{e}^{(v)}=N_{e}^{(F)}={4N_{m}N_{f} \over N_{m}+N_{f}}}
Där Nm är antalet hanar och Nf är antalet honor.

### Variation i mängden avkomma
Om individerna i populationen inte alla för vidare lika mycket genetiskt material till nästa generation, så som när de får olika mängd avkomma, ökar risken för inavel och den effektiva populationsstorleken minskar. Detta beräknas med Ne = (4N)/(Vk + 2), där Vk är variansen i mängden avkomma.

### Svängningar i populationsstorleken
Populationsstorleken kan av naturliga skäl ändra sig, även drastiskt, av orsaker så som epidemier, svält, klimatändringar eller predationstryck. Detta kan ge upphov till en liten effektiv populationsstorlek. Den effektiva populationsstorleken i det här fallet är inte samma som den genomsnittliga populationsstorleken under perioden, utan det harmoniska medelvärdet av effektiva populationsstorlek över t generationer.
{\displaystyle {1 \over N_{e}}={1 \over t}\sum _{i=1}^{t}{1 \over N_{i}}}

## Effektiv populationsstorlek baserat på enskilda gener
Man kan också välja att beräkna Ne baserad på enskilda gener istället för hela genomet, och därigenom jämföra sannolikheten för inavel på en särskild gen i populationen. Det är möjligt att genom att testa för allelfrekvenser räkna fram den effektiva populationsstorleken, vilket bland annat har använts för att ta reda på Ne för mänskliga populationer. Då bör man ta hänsyn till hur genen nedärvs, exempelvis om den sitter på en köns- eller autosomal kromosom.

## Användningsområden
Det är vanligt att uppskatta effektiv populationsstorlek inom bevarandebiologi och populationsgenetik. En population som har en låg kvot N/Ne anses vara mer utsatt än en med stor kvot. Men kvoten beror också på hur man beräknar N, om man med den faktiska populationen avser totala mängden individer, totala mängden vuxna eller något annat. På så sätt kan kvoten variera beroende på metod. Det varierar också beroende på om man mäter effektiv populationsstorlek beroende på vilken faktor man beräknar, eller om man tar in alla tänkbara faktorer. En effektiv populationsstorlek som tar hänsyn till flera faktorer (exempelvis både könskvot och variation i populationsstorlek) är generellt mindre än en som bara tar hänsyn till en faktor. Att känna till effektiv populationsstorlek är viktigt även inom evolutionsbiologin, då den påverkar framför allt genetisk drift, men även mutation och selektion.